# Степанов, Евгений Петрович (физик)
Евгений Петрович Степанов (1931 — ?) — российский физик-экспериментатор, лауреат Государственной премии СССР (1969).
Родился в 1931 году. Член КПСС с 1970 года.
В 1954 году окончил Московский государственный университет (физико-технический факультет (ФТФ), отделение строения вещества).
С 1955 года работал в Институте атомной энергии АН СССР имени И. В. Курчатова: старший лаборант, младший научный сотрудник, старший научный сотрудник, ведущий научный сотрудник.
Кандидат физико-математических наук. Диссертация:
- Магнитные поля на ядрах атомов примесных немагнитных элементов, введённых в железо: диссертация … кандидата физико-математических наук: 01.00.00 / Е. П. Степанов. — Москва, 1971. — 114 с.: илл.

Лауреат Государственной премии СССР (1969) — за открытие и исследование эффекта взаимодействия на ядрах немагнитных элементов в ферромагнетике и разработку нового метода поляризации атомных ядер.
Соавтор научного открытия «Магнитные поля на ядрах атомов немагнитных элементов». Формула открытия: «Экспериментально установлено неизвестное ранее явление возникновения локальных магнитных полей (напряжённостью от десятков тысяч до миллионов эрстед) на ядрах атомов немагнитных элементов при введении их в ферромагнетики». Авторы: Б. Н. Самойлов, В. В. Скляревский, Е. П. Степанов. Номер и дата приоритета: № 71 от 25 ноября 1958 г.
Сочинения:
- Самойлов Б. Н., Скляревский В. В., Степанов Е. П. Поляризация ядер 198Au в растворе золота в Fe. — ЖЭТФ 36 (1959) 644.
- Самойлов Б. Н., Скляревский В. В., Степанов Е. П. Поляризация ядер кобальта и железа в ферромагнетиках. — ЖЭТФ, 1959, т. 36, вып. 5, стр. 1366; Поляризация ядер диамагнитных элементов, растворенных в железе. — ЖЭТФ, 1960, т. 38, вып. 2, стр. 359;
- Исследование взаимодействия поляризованных и неполяризованных атомов водорода с поверхностью тефлона / Н. Ю. Свечников, В. Г. Станкевич, Е. П. Степанов и др. — М.: ИАЭ, 1982. — 20 с. : ил.; 21 см. — (Препринт. / Ин-т атом. энергии им. И. В. Курчатова. ИАЭ-3653/12;).

Последняя публикация датирована 1982 годом.